# استان قنا
استان قِنا (به عربی: محافظة قنا) در جنوب مصر و در راستای جریان رود نیل قرار دارد و از شمال با استان سوهاج، از جنوب با استان اسوان، از شرق با استان بحر الاحمر (دریای سرخ) و از سوی غرب با استان وادی الجدید همکنار است.

## تاریخچه و سیاست
این استان در سال ۱۹۶۰ تشکیل شد و امروزه ۱۱۸ هزار کارمند دولتی به اداره کارهای این استان سرگرمند.

## جغرافیا
استان قنا درازترین استان مصر در راستای نیل است.
درازای این استان ۲۴۰ کیلومتر است. در سال ۲۰۰۱ جمعیت این استان ۲٫۷۱۷٫۷۸۸ سرشماری شده‌است.

## سرشناسان
- محمد رمضان.[۱]
- عمرو جمال.[۲]
- عبدالرحمن العبنودی.[۳]
- أمل دنقل.[۴]
- عبدالناصر عبدالفتاح.[۵]
- أحمد فتحى سرور.[۶]
- مكرم عبيد.[۷]
- عمر محمود سليمان.[۸]

## اقتصاد
- الآغا جروب  این یک شرکت مصری است که در استان قنا واقع شده است. [۹][۱۰][۱۱]

## شهرستان‌ها
استان قنا دربرگیرنده ۱۱ شهرستان به نام‌های زیر است:
| استان     | شهرستان         | جمعیت (۲۰۰۱) | مساحت (کیلومتر²) | تراکم جمعیت (نفر/کیلومتر²) |
| --------- | --------------- | ------------ | ---------------- | -------------------------- |
| قنا       | ابو تشت         |              |                  |                            |
| قنا       | فرشوط           |              |                  |                            |
| قنا       | نجع حمادی       |              |                  |                            |
| قنا       | وقف (استان قنا) |              |                  |                            |
| قنا       | دشنا            |              |                  |                            |
| قنا       | قنا             |              |                  |                            |
| قنا       | قفط             |              |                  |                            |
| قنا       | قوص             |              |                  |                            |
| قنا       | نقاده           |              |                  |                            |
| قنا       | ارمنت           |              |                  |                            |
| قنا       | اسنا            |              |                  |                            |
| جمع استان |                 |              |                  |                            |

## گردشگری
آثار برجسته دیدنی این استان عبارت‌اند از:
نیایشگاه‌های اسنا و دندره مربوط به مصر باستان، دیر قدیس مارجرجیس در شهرستان ارمنت مربوط به دوره مسیحیان قبطی و مسجد عارف بالله سیدی عبدالرحیم قنائی و مسجد عمری بقوص از دوره اسلامی.

## آموزش
در این استان همچنین دانشگاهی وجود دارد به نام دانشگاه دره جنوبی (جنوب الوادی)، دارای ۷ دانشکده و ۲۵ هزار دانشجو.

## نگارخانه

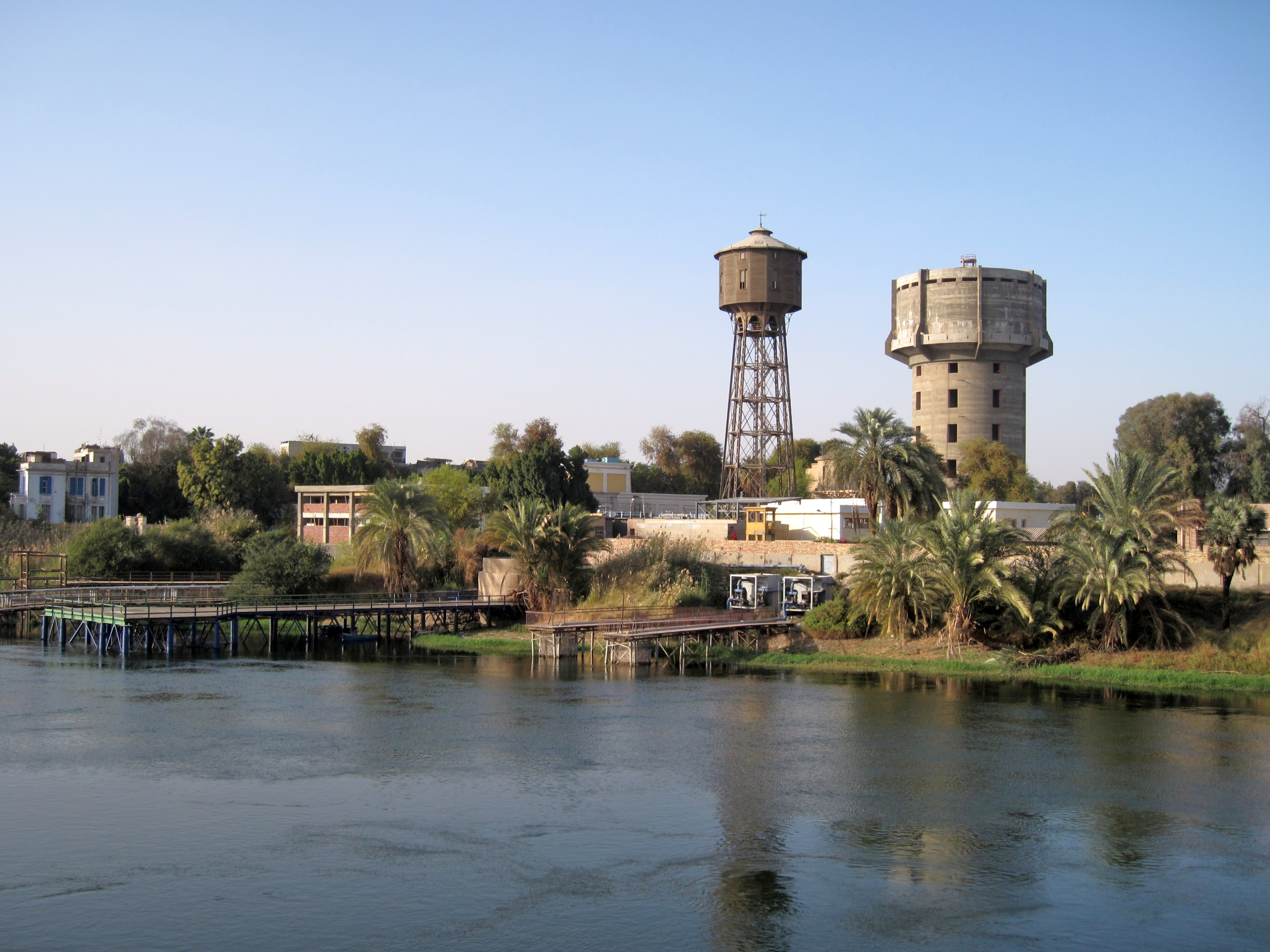
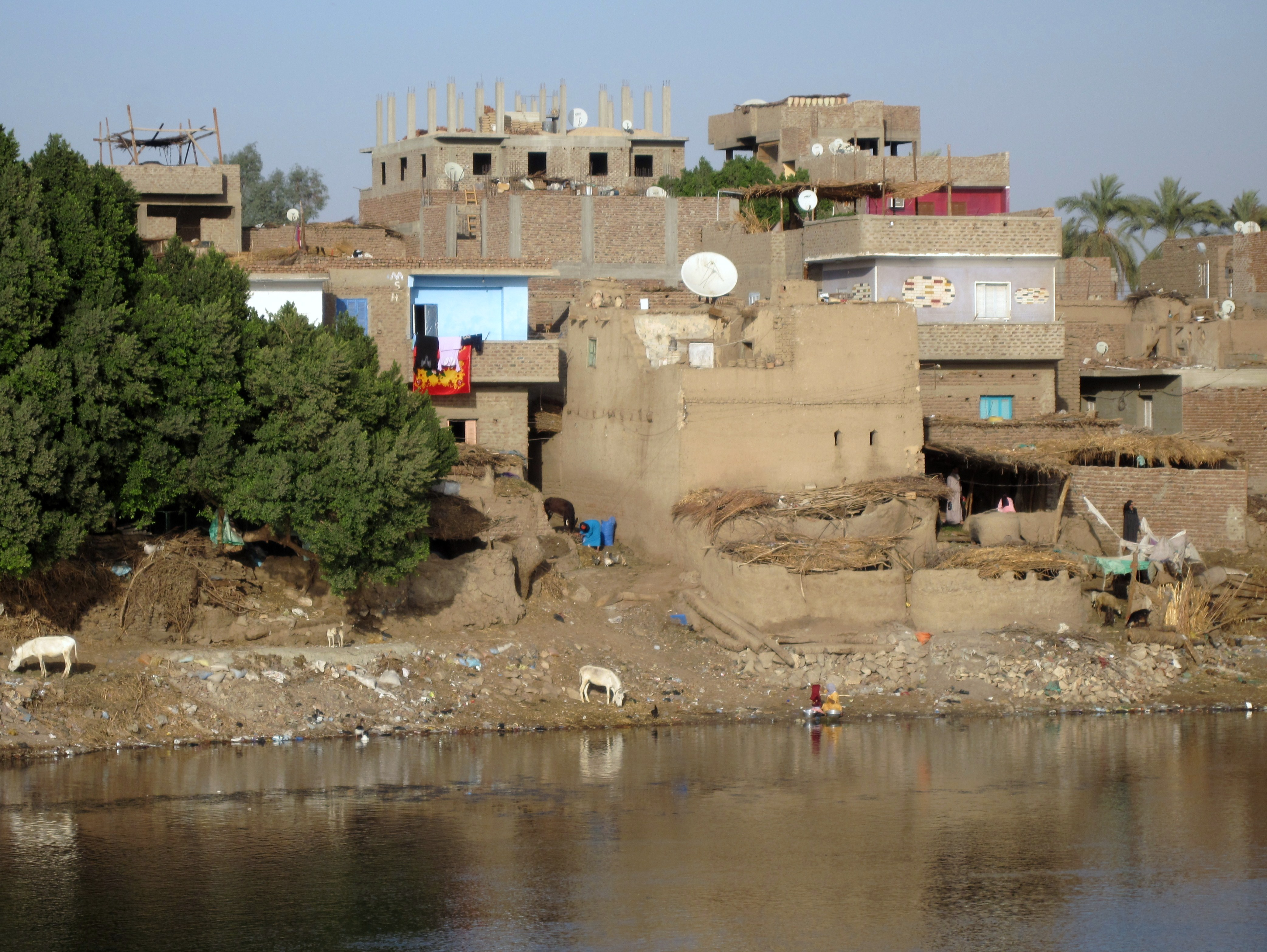
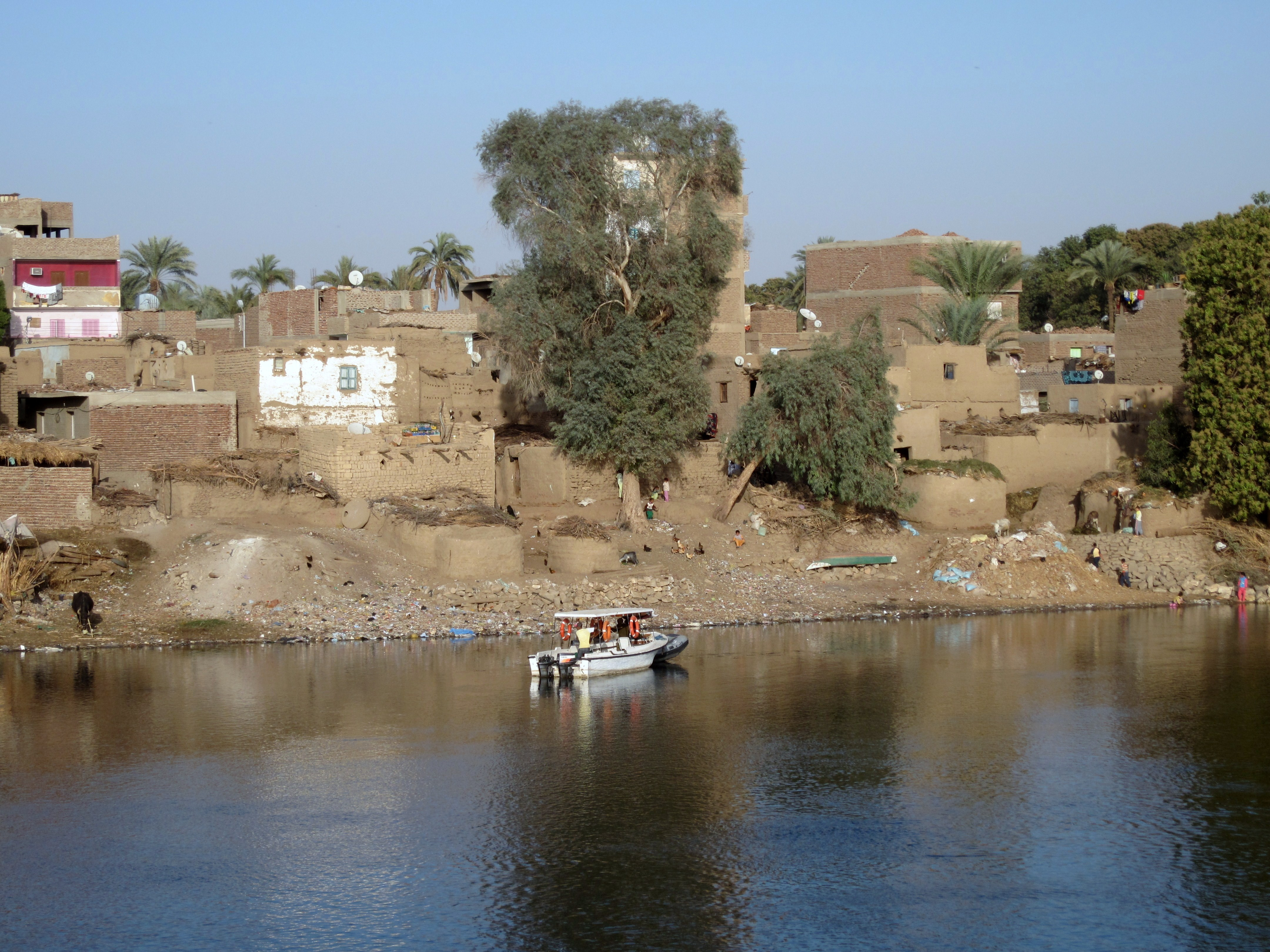
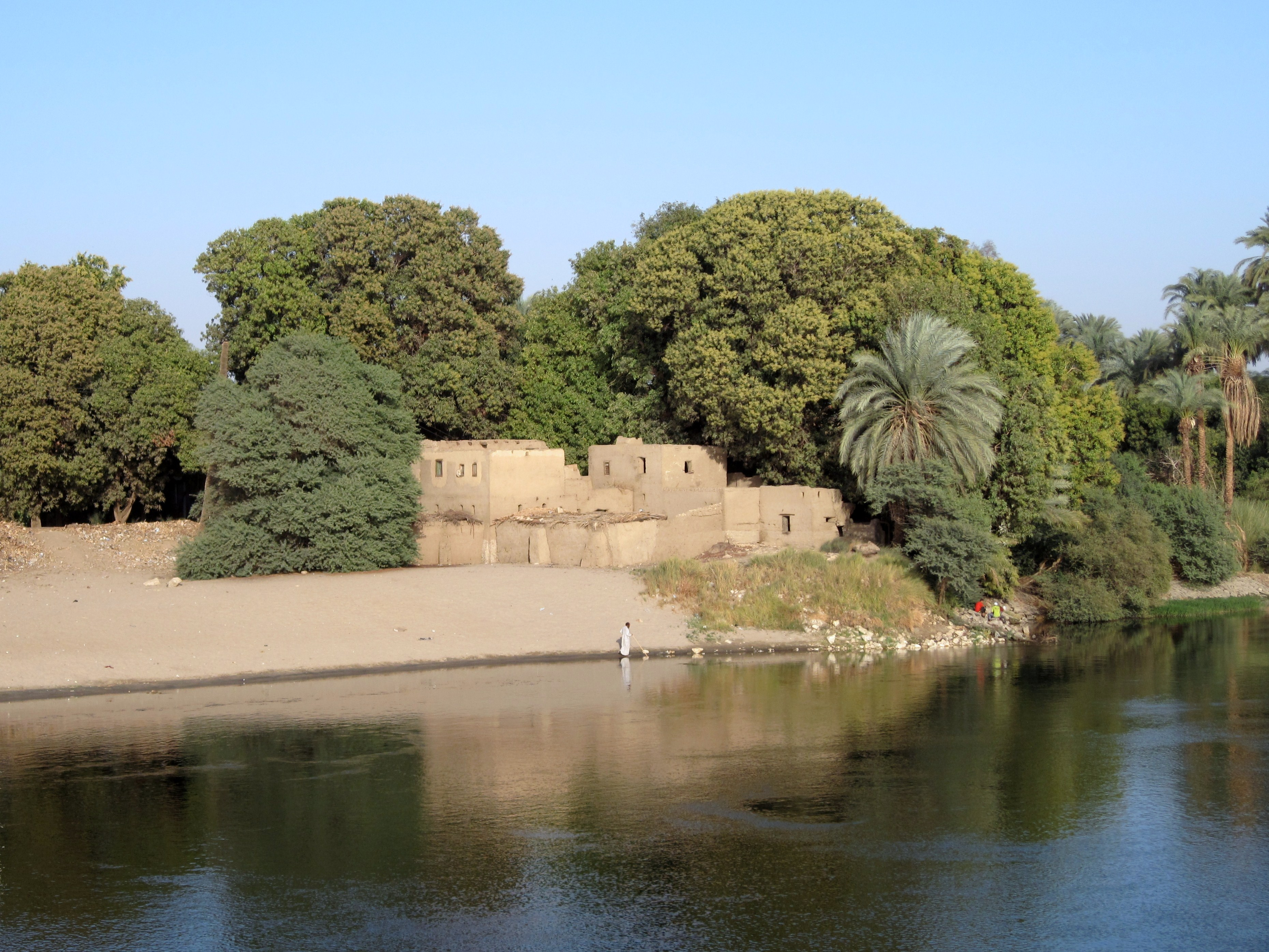
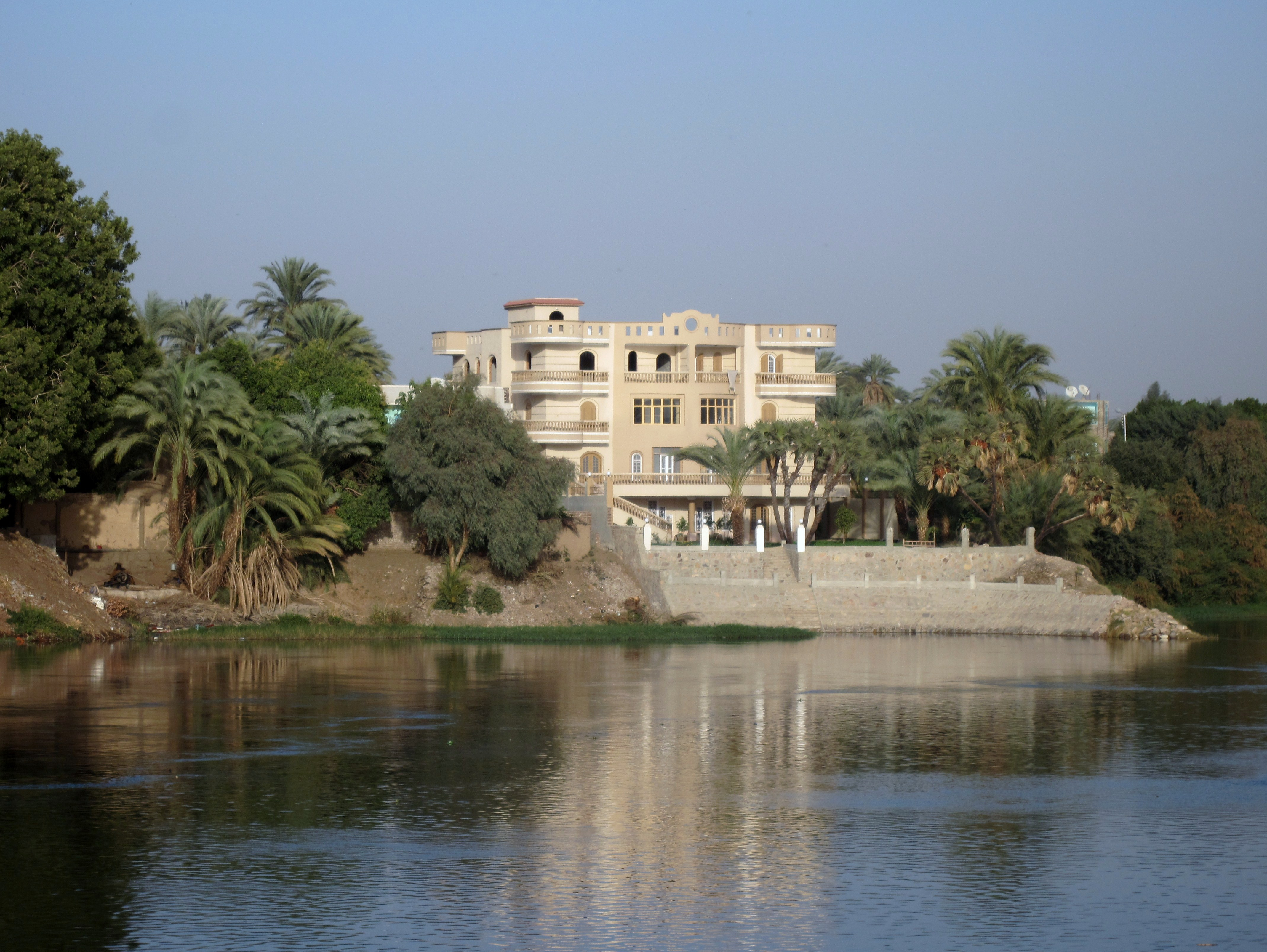
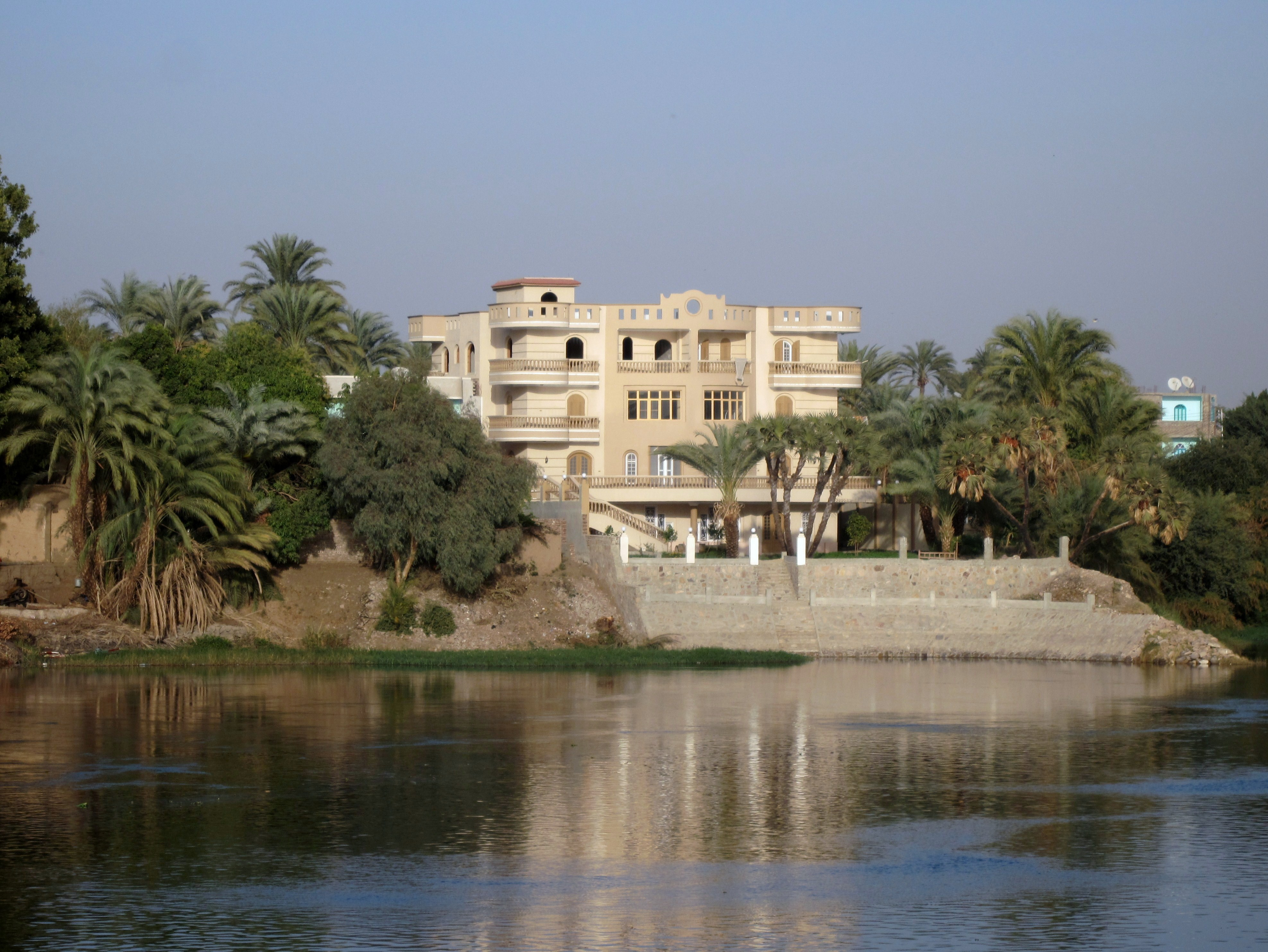
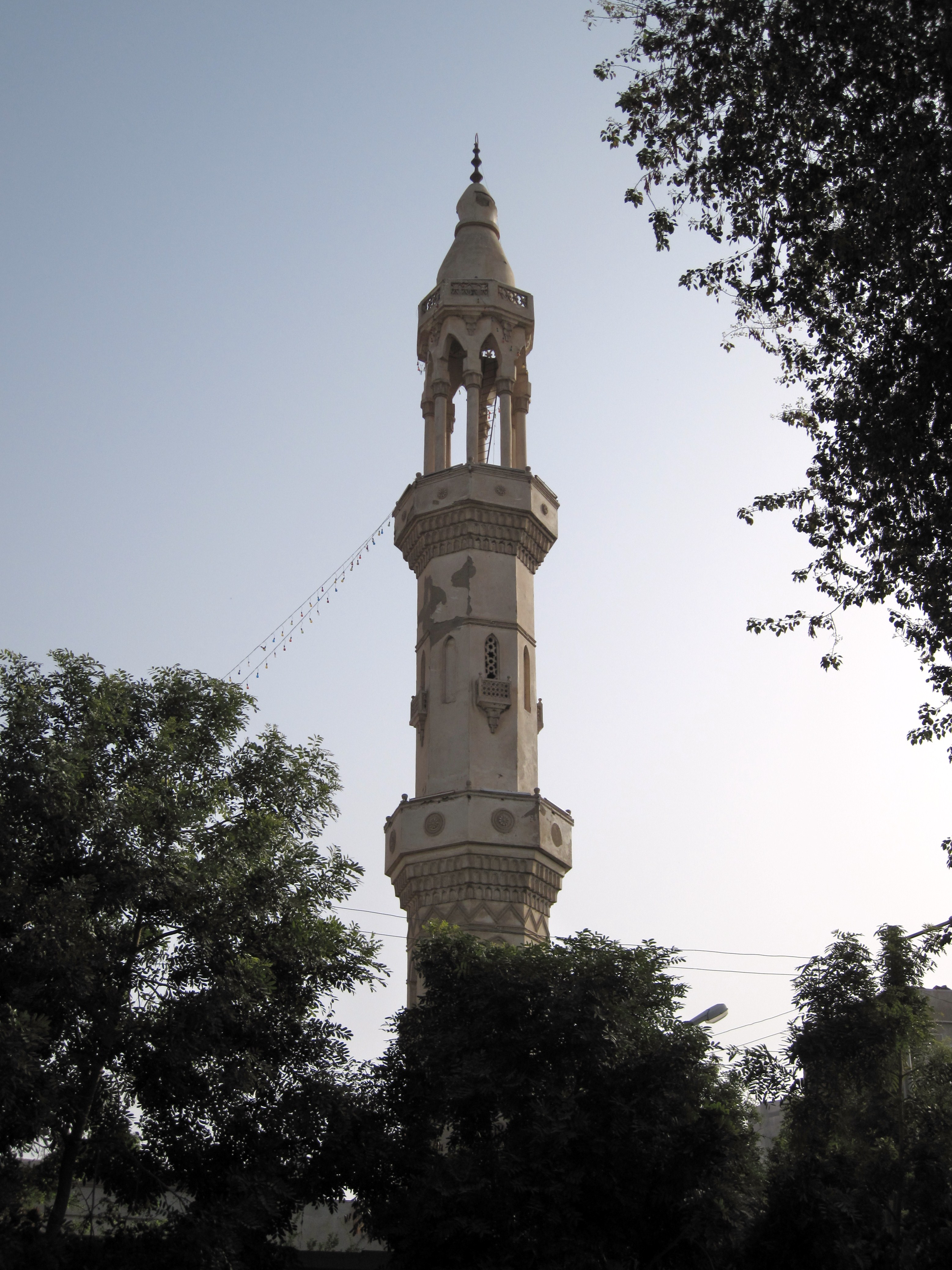
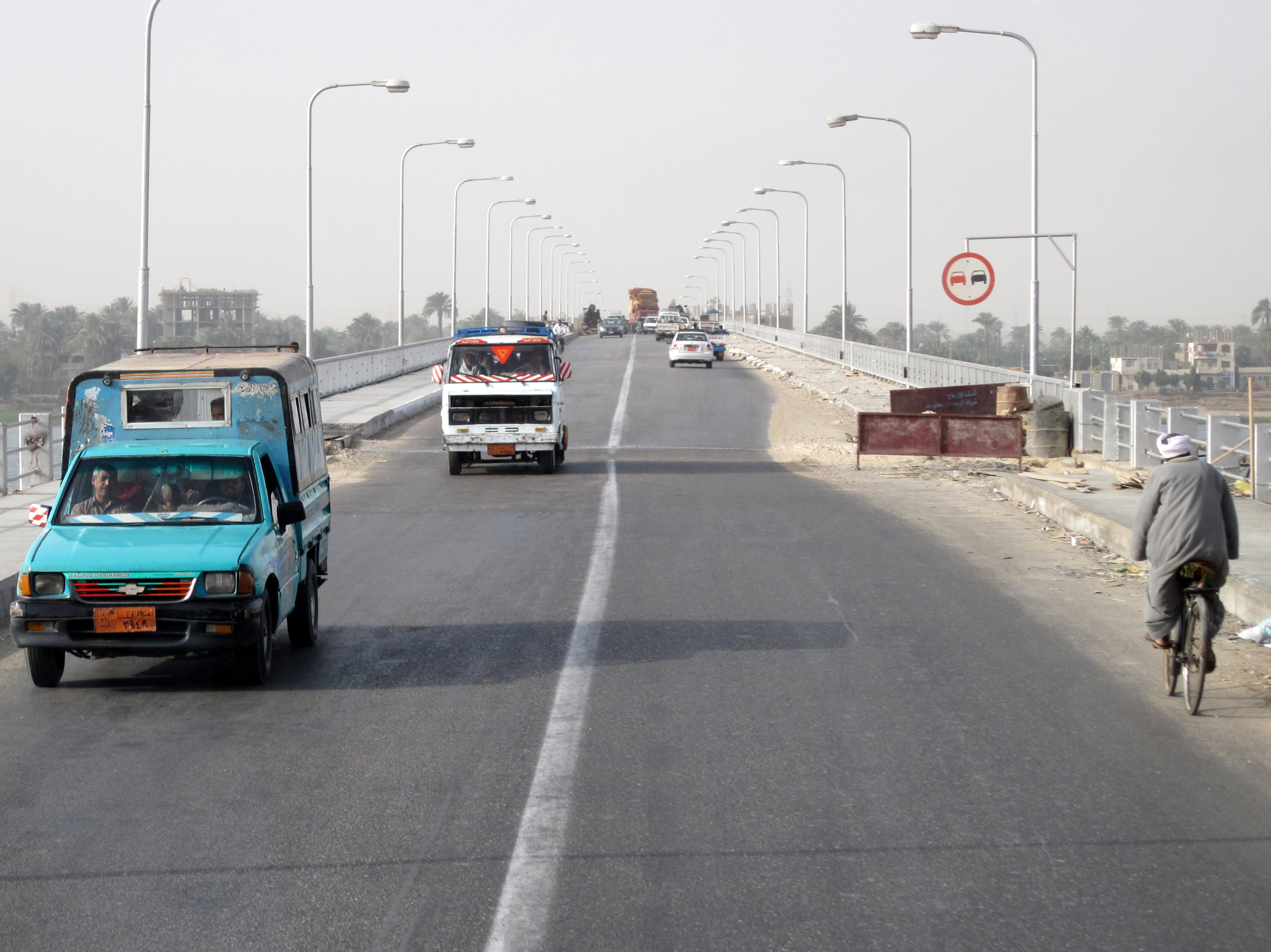
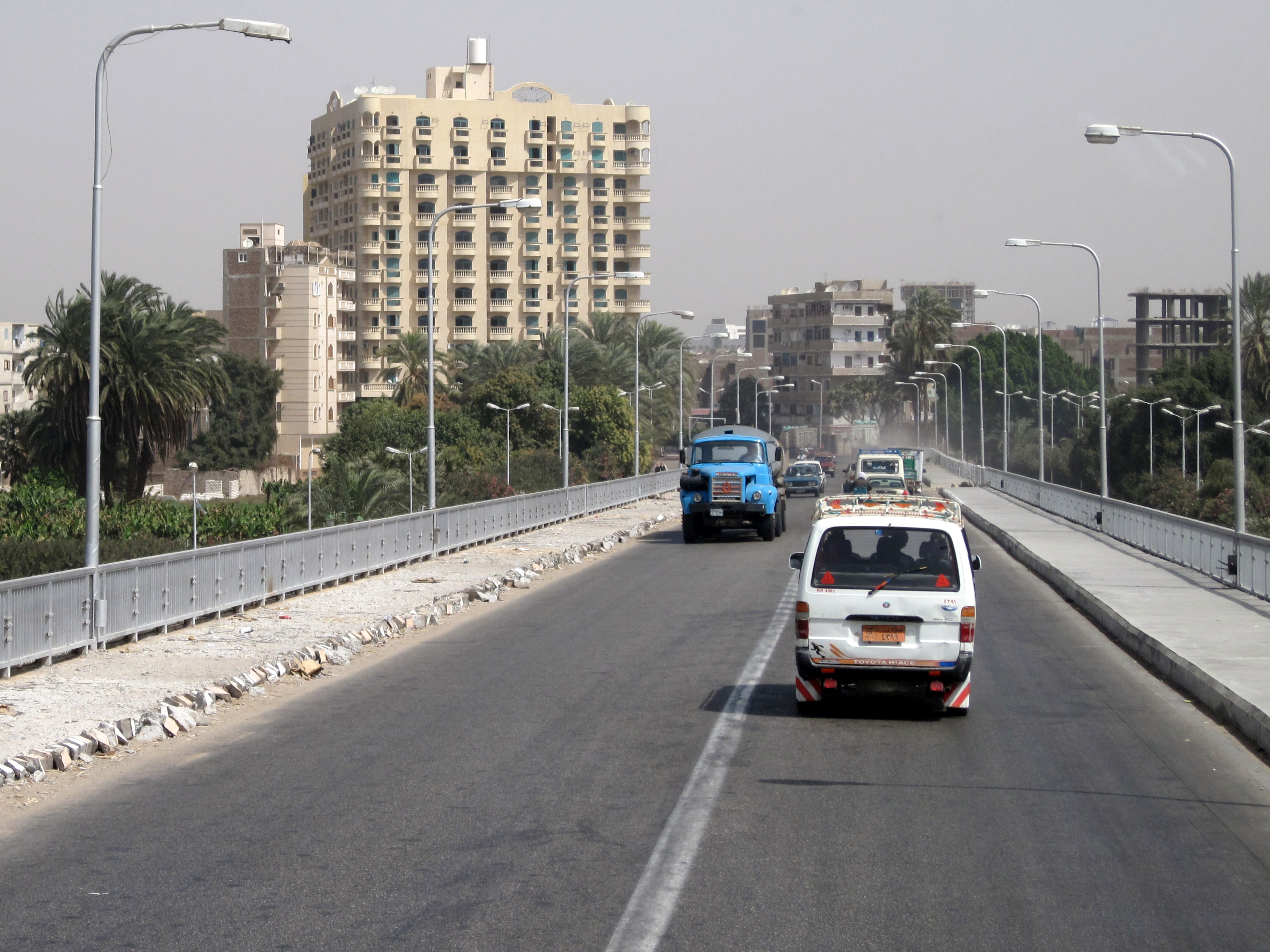
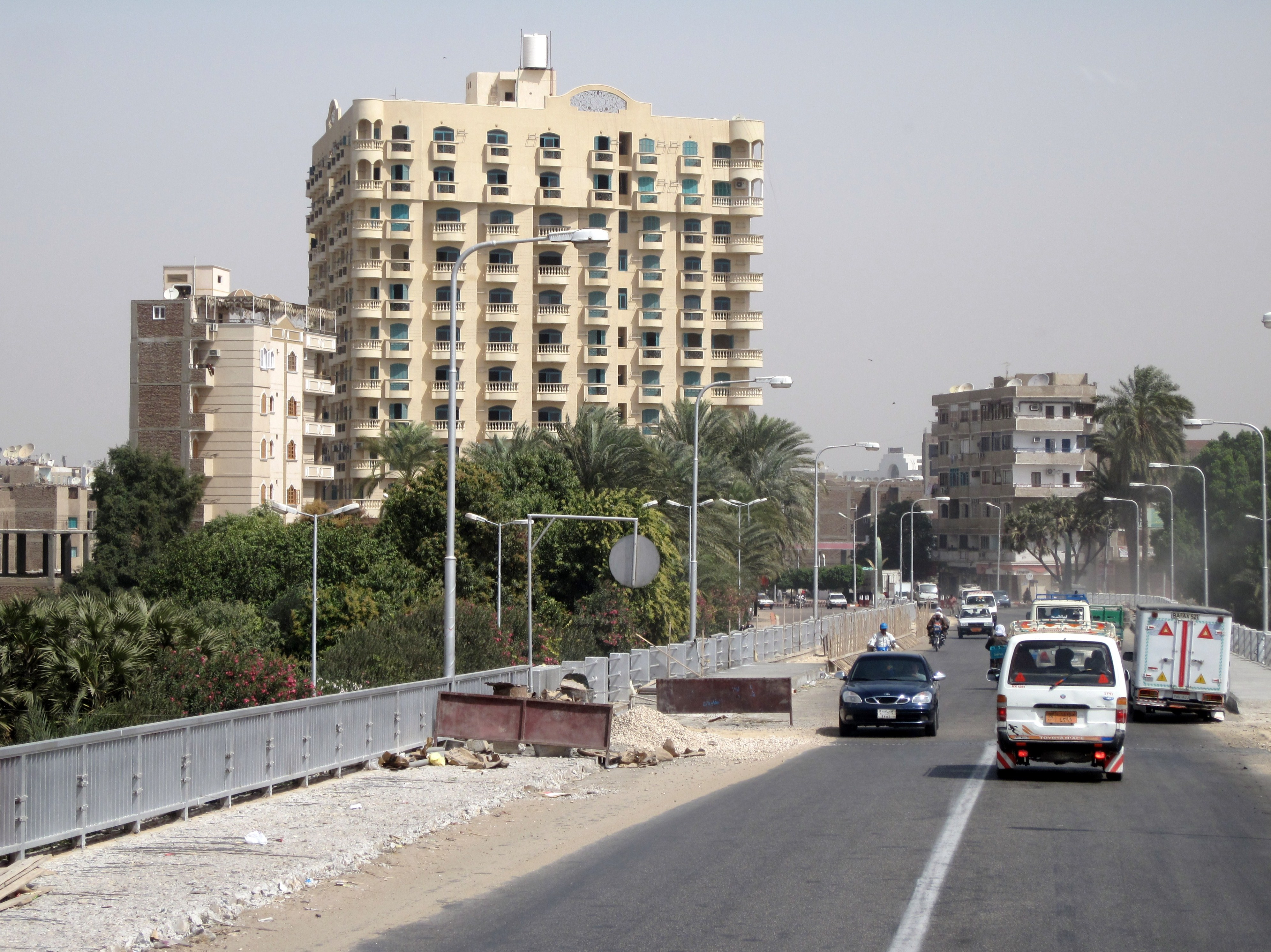
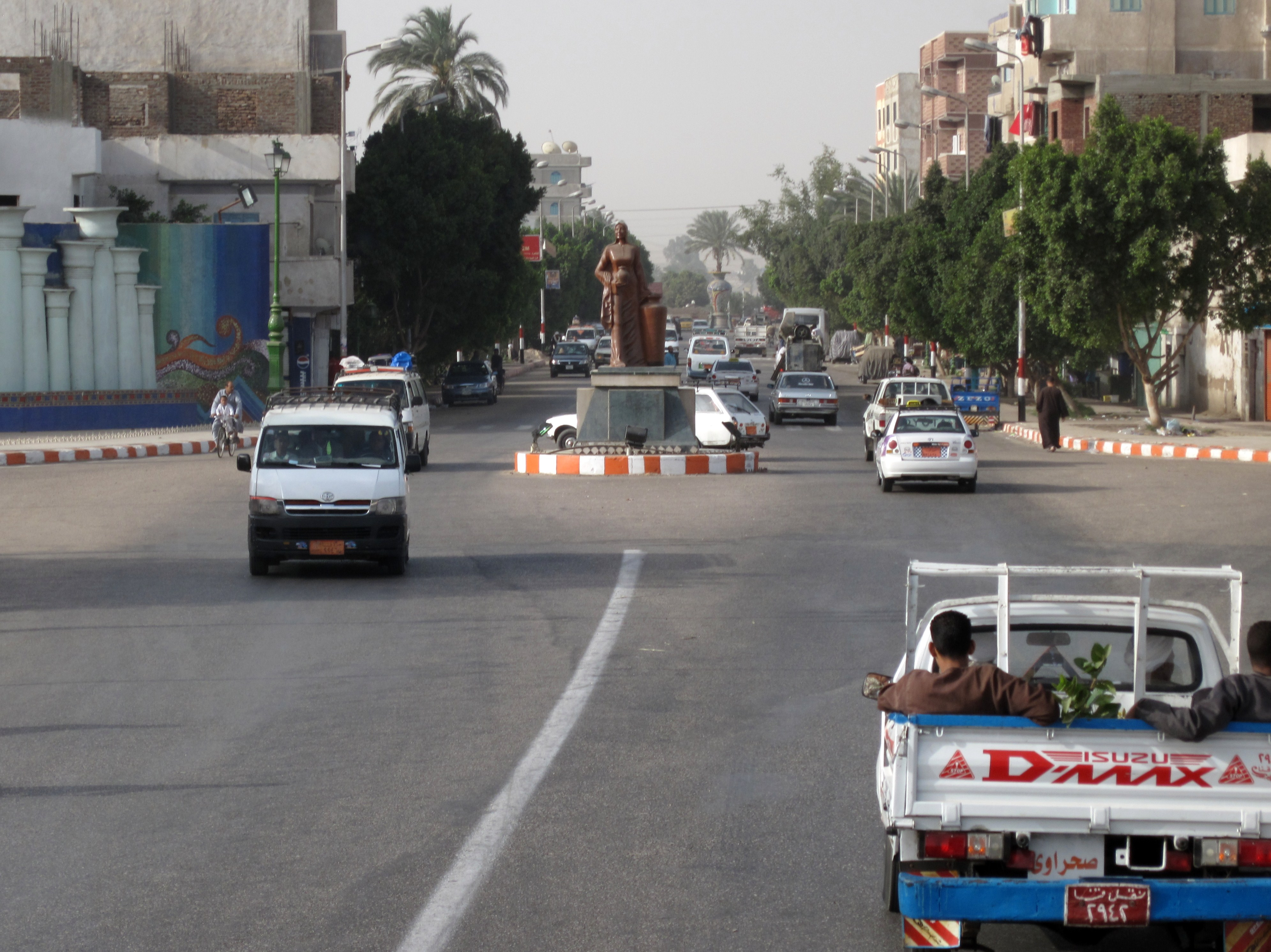
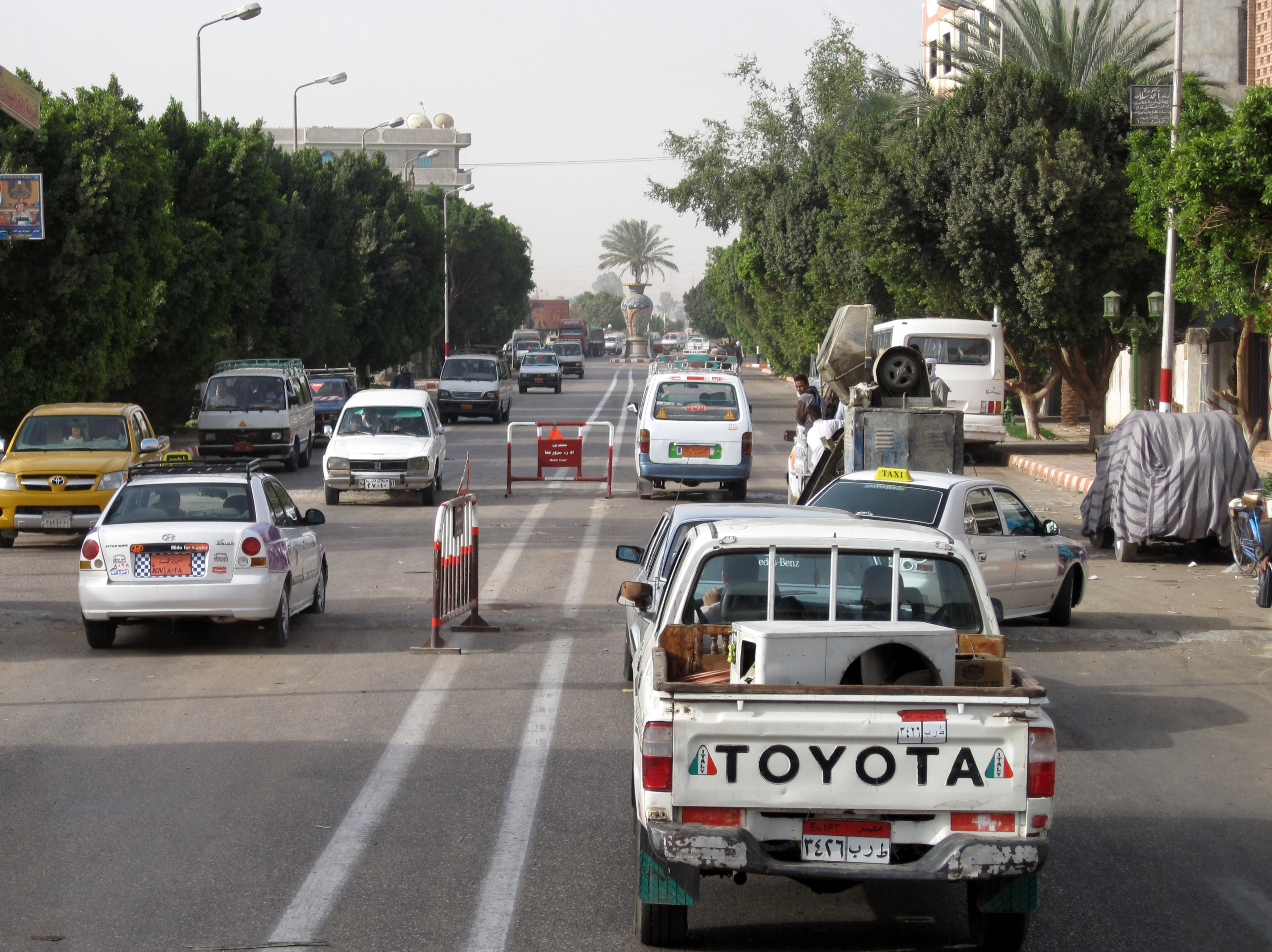
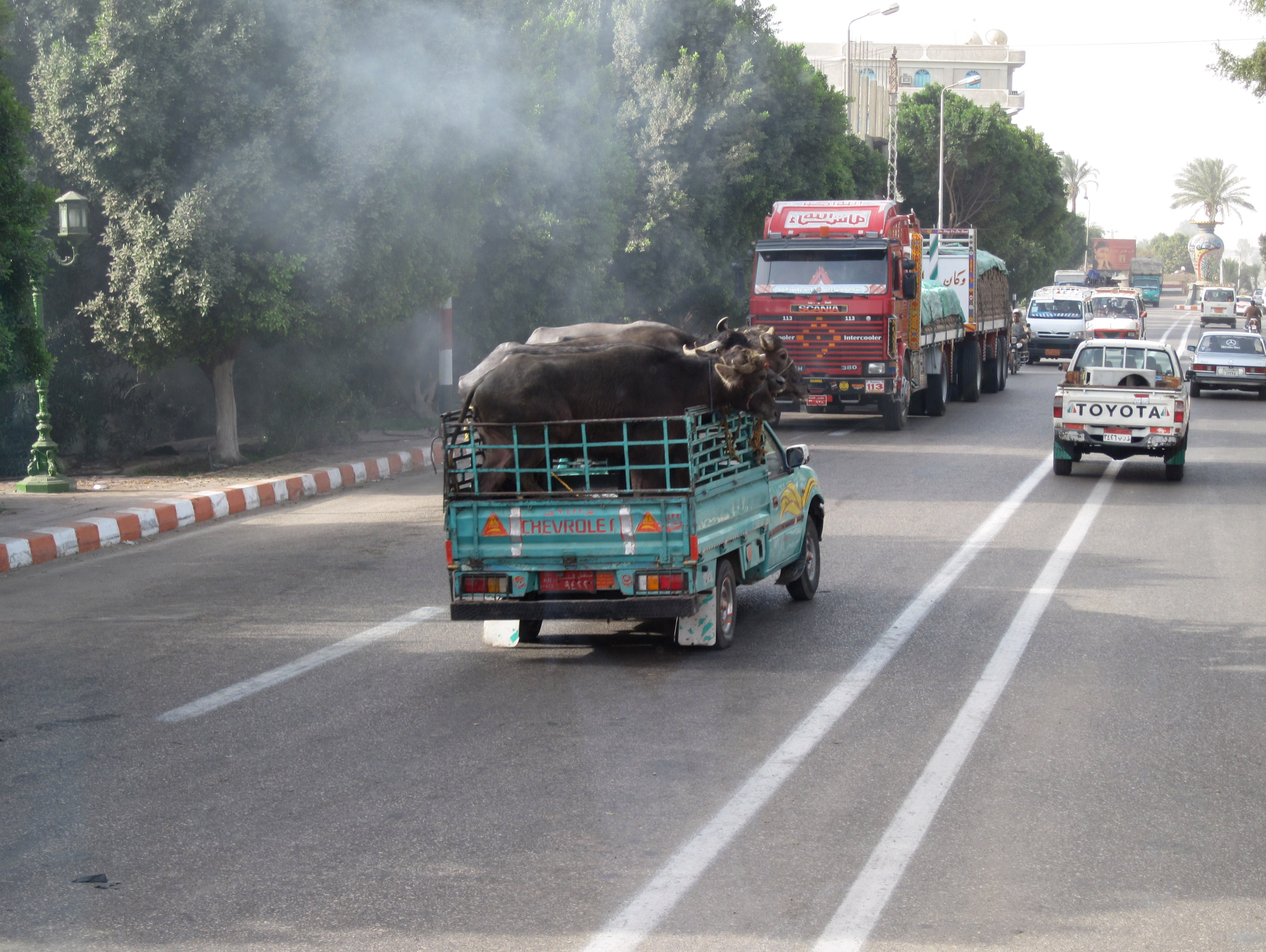
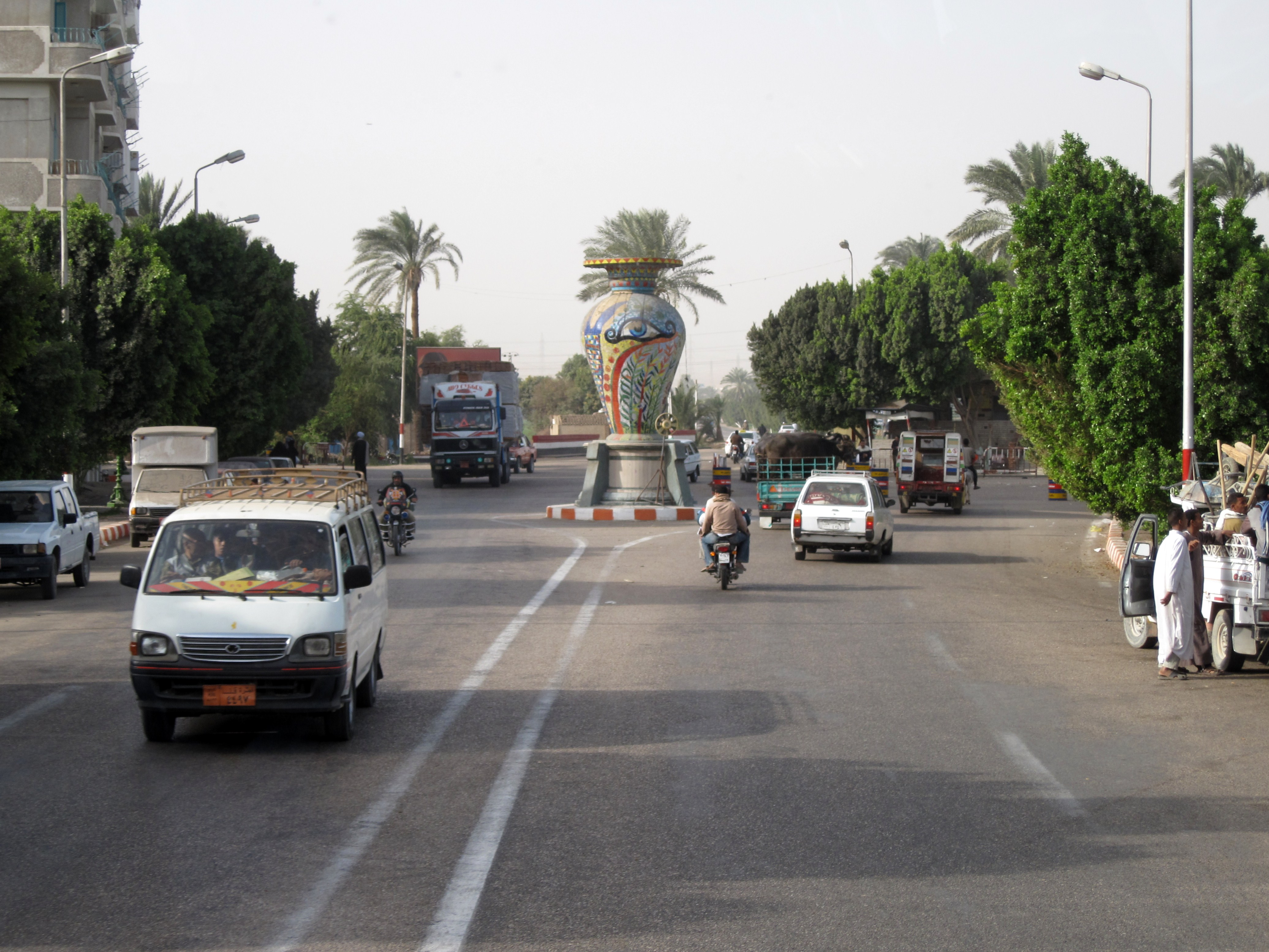
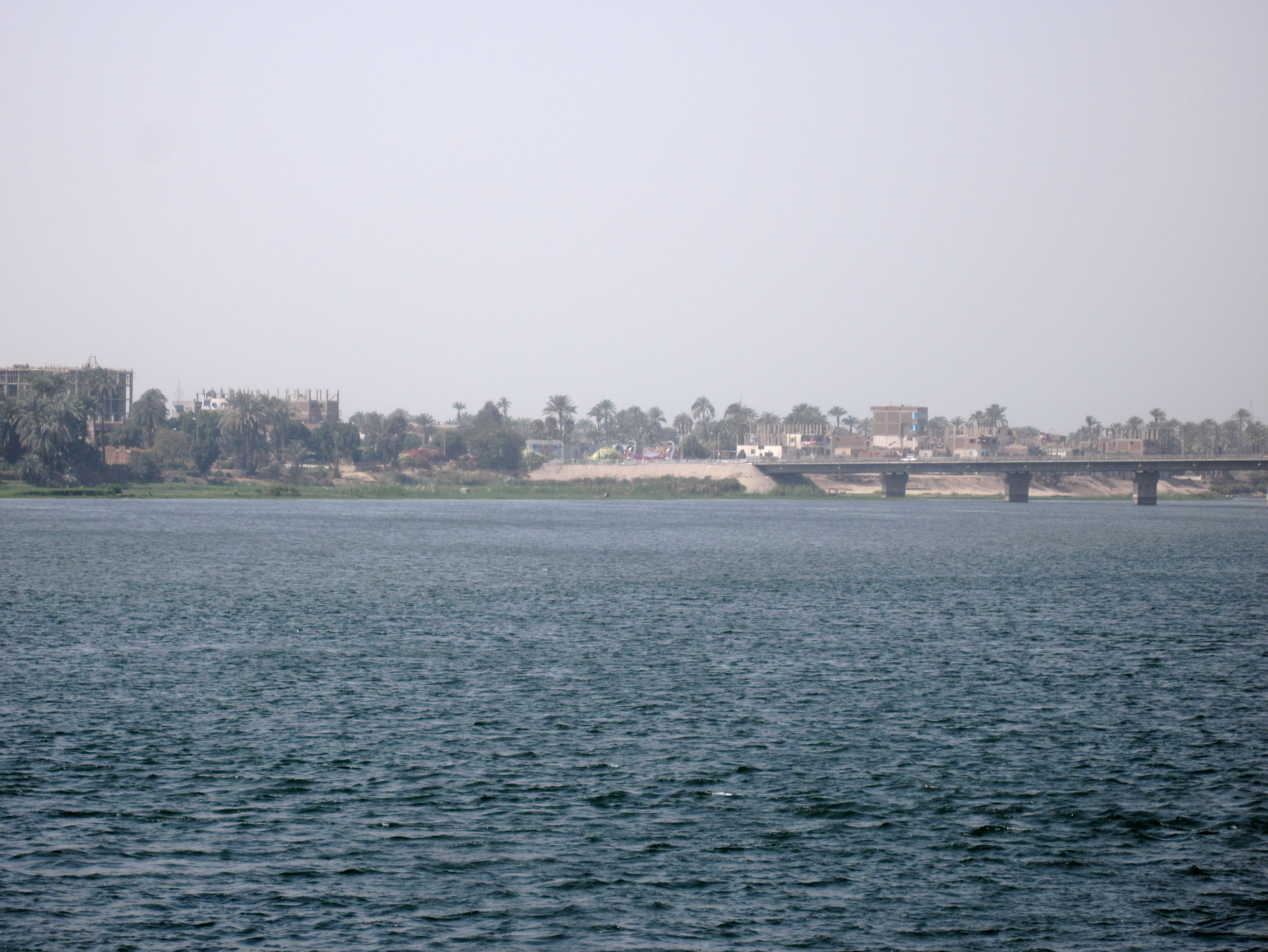
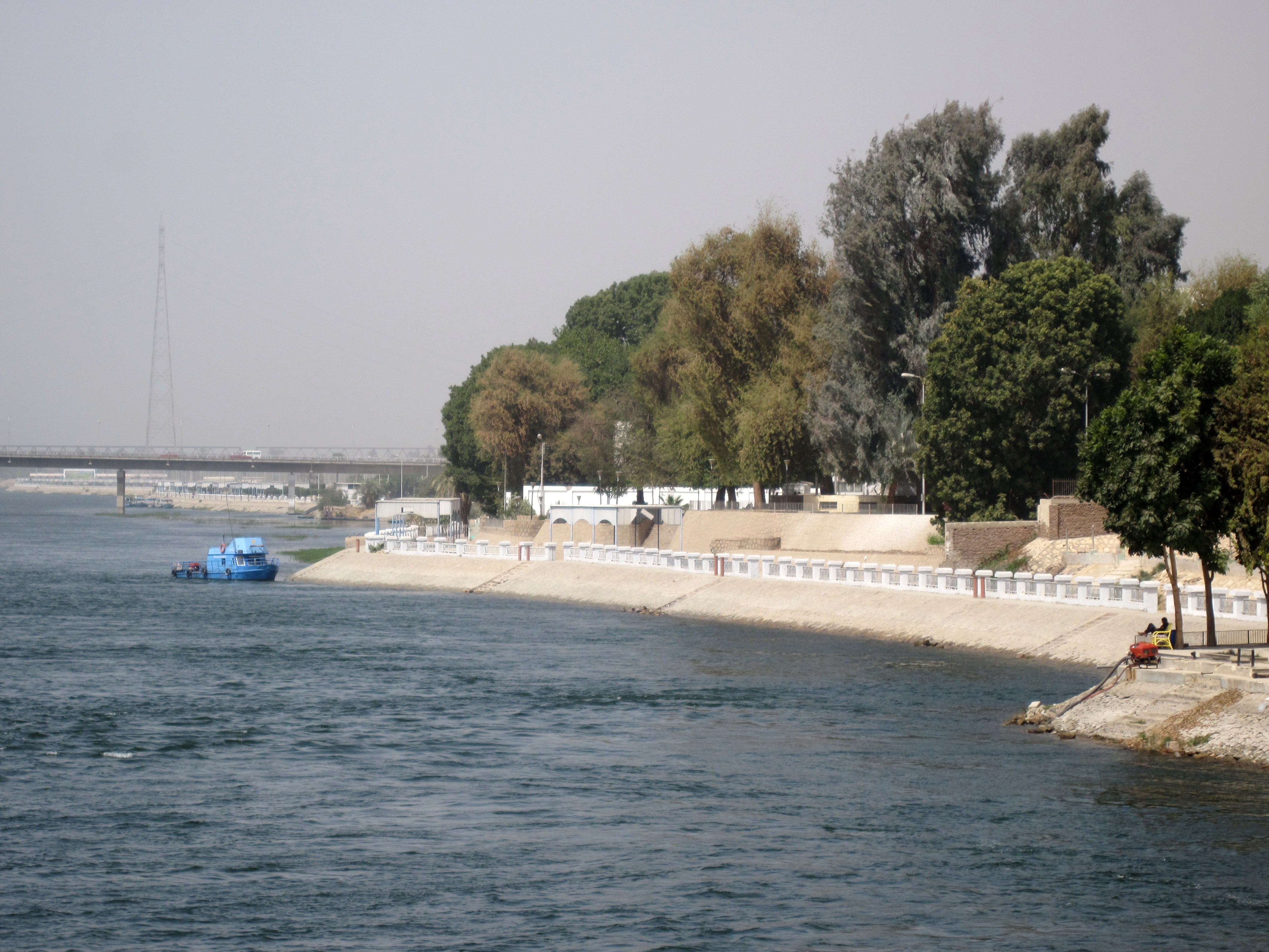
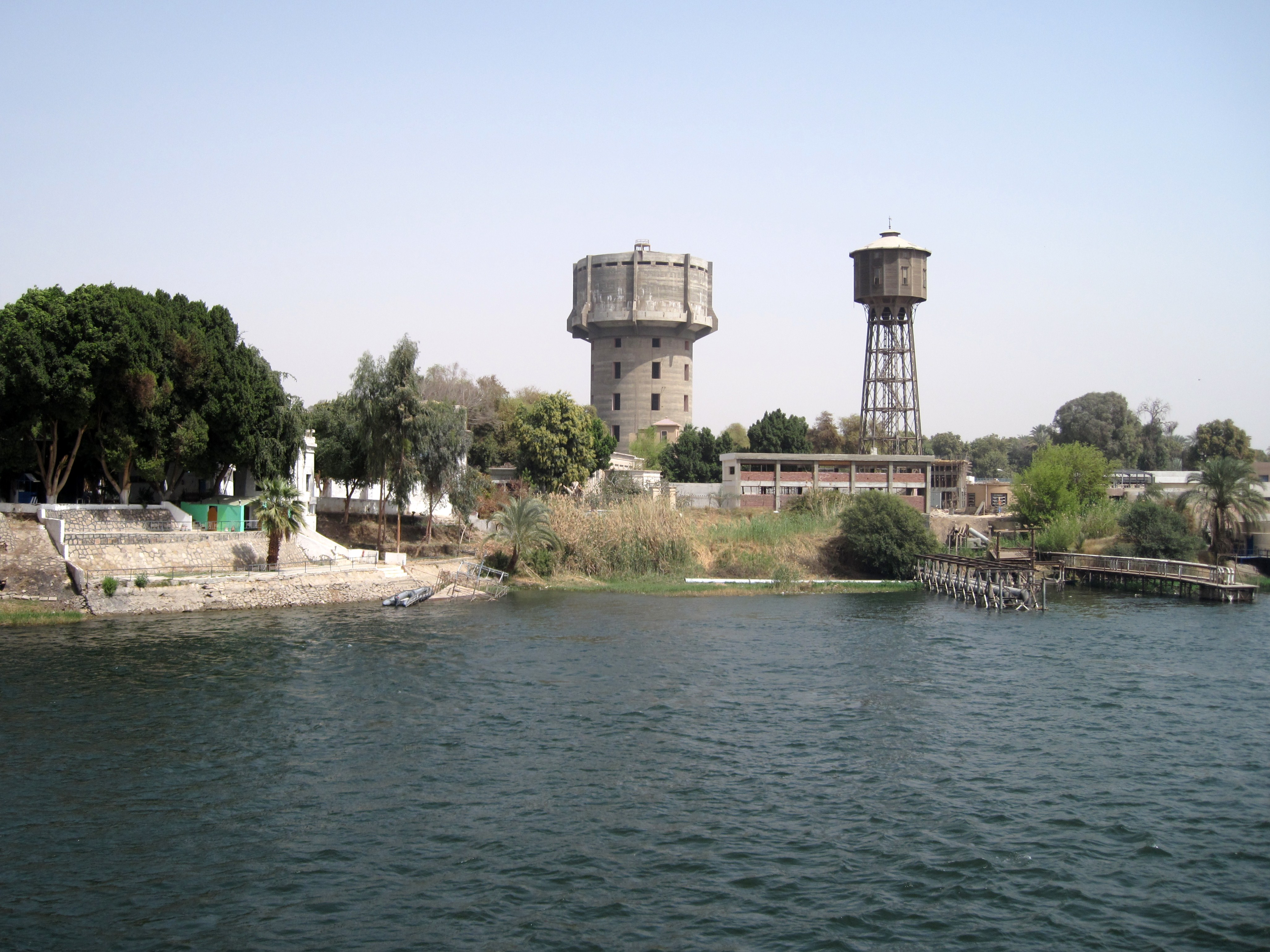
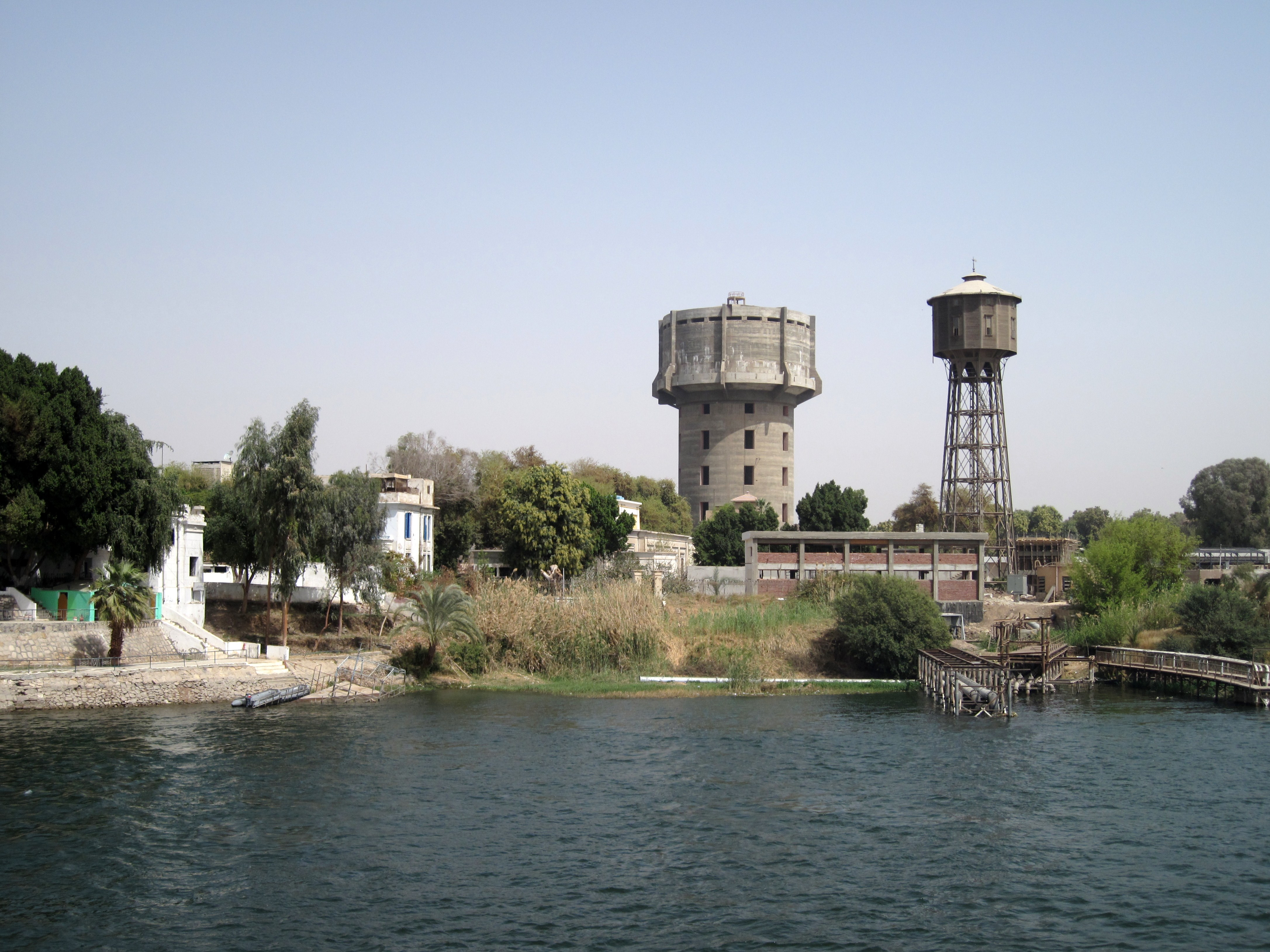
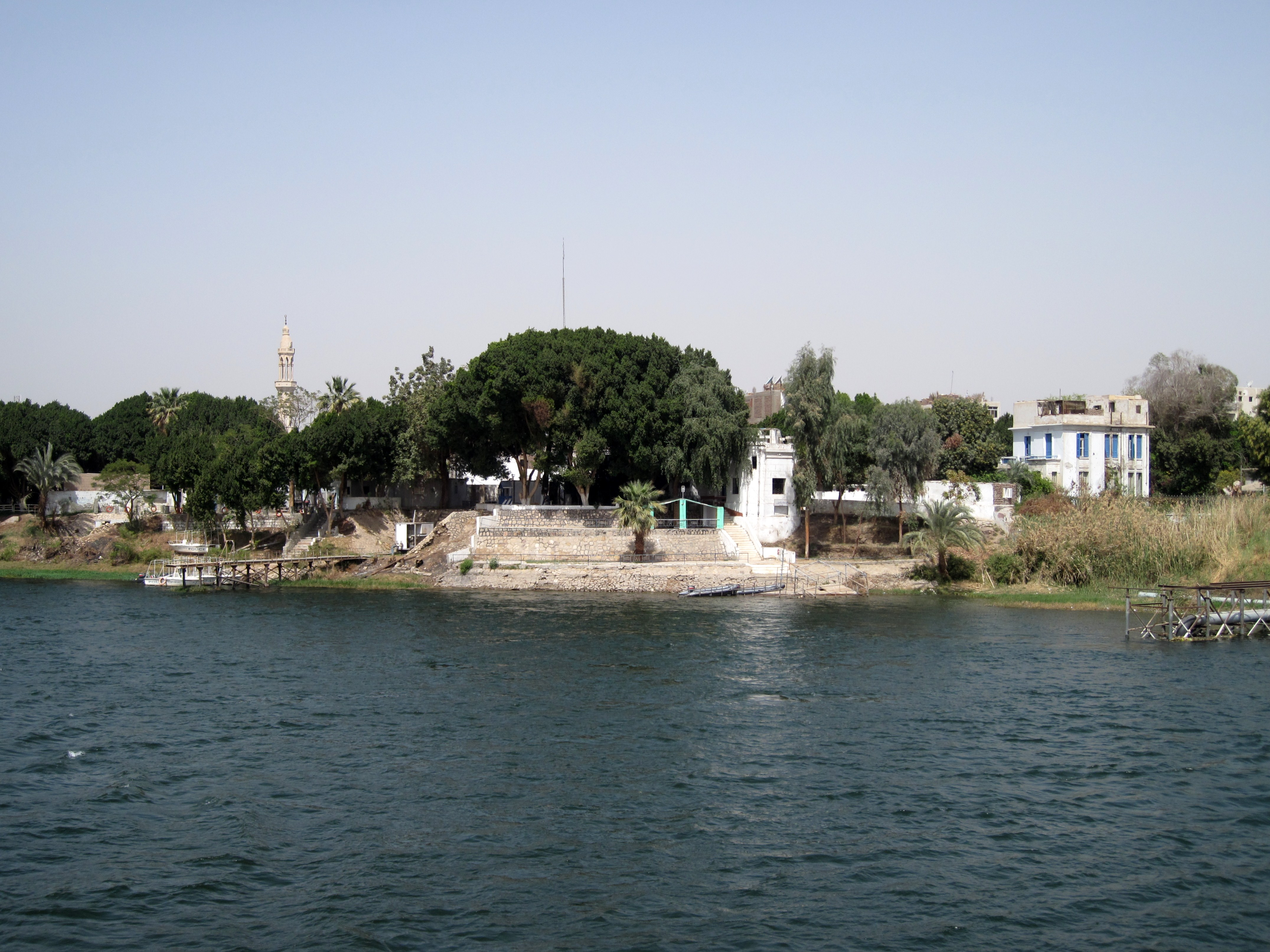
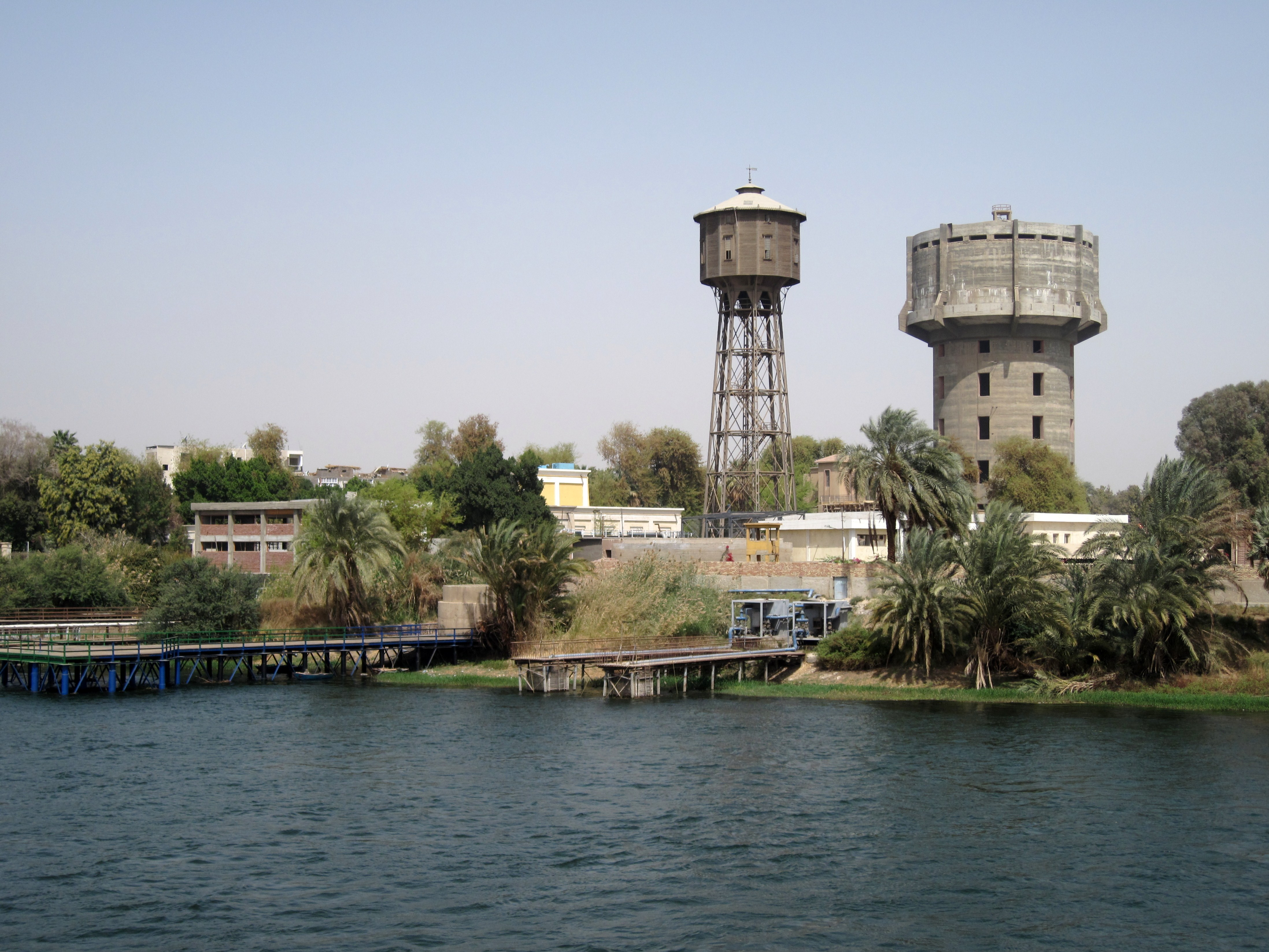
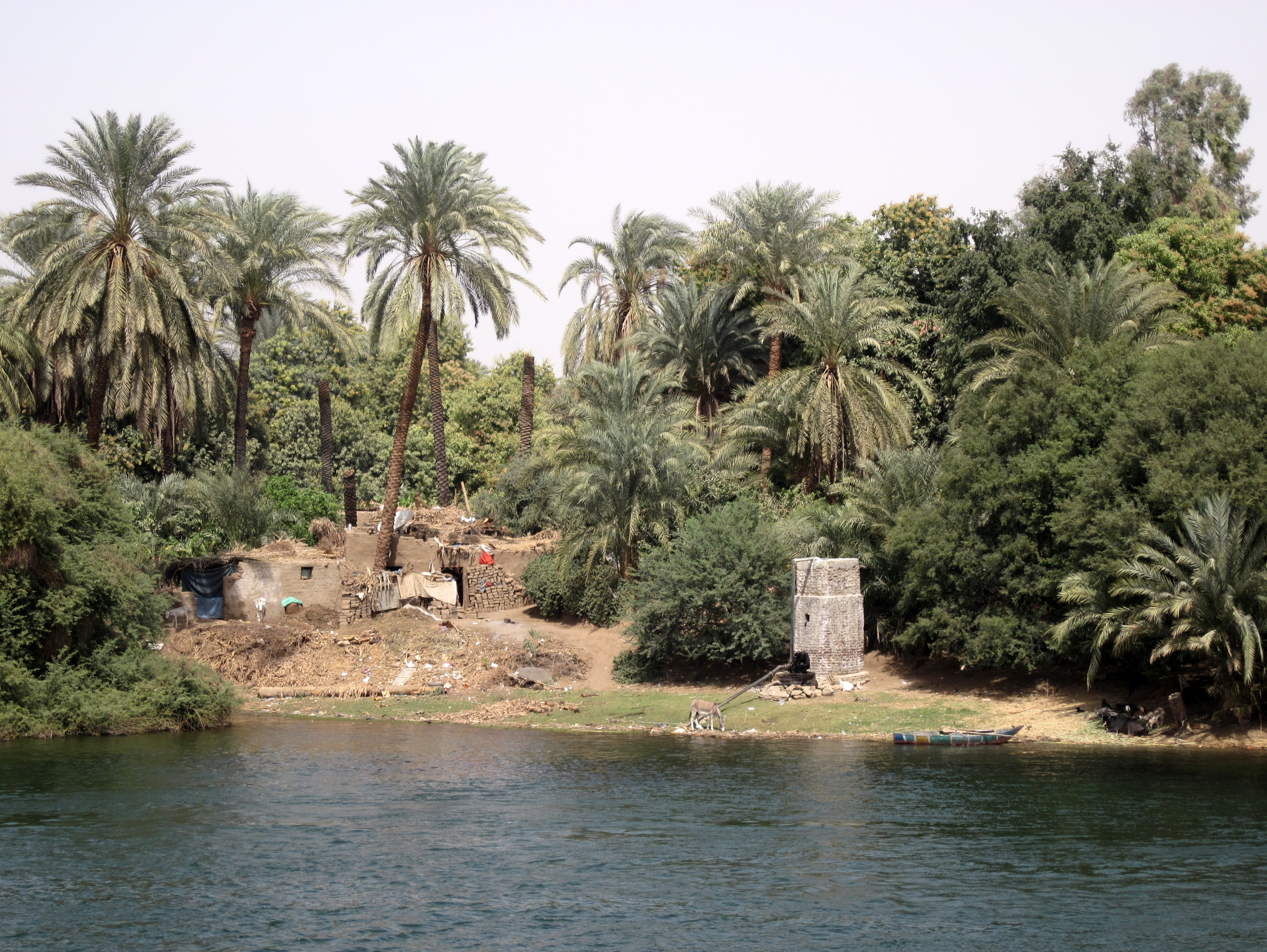
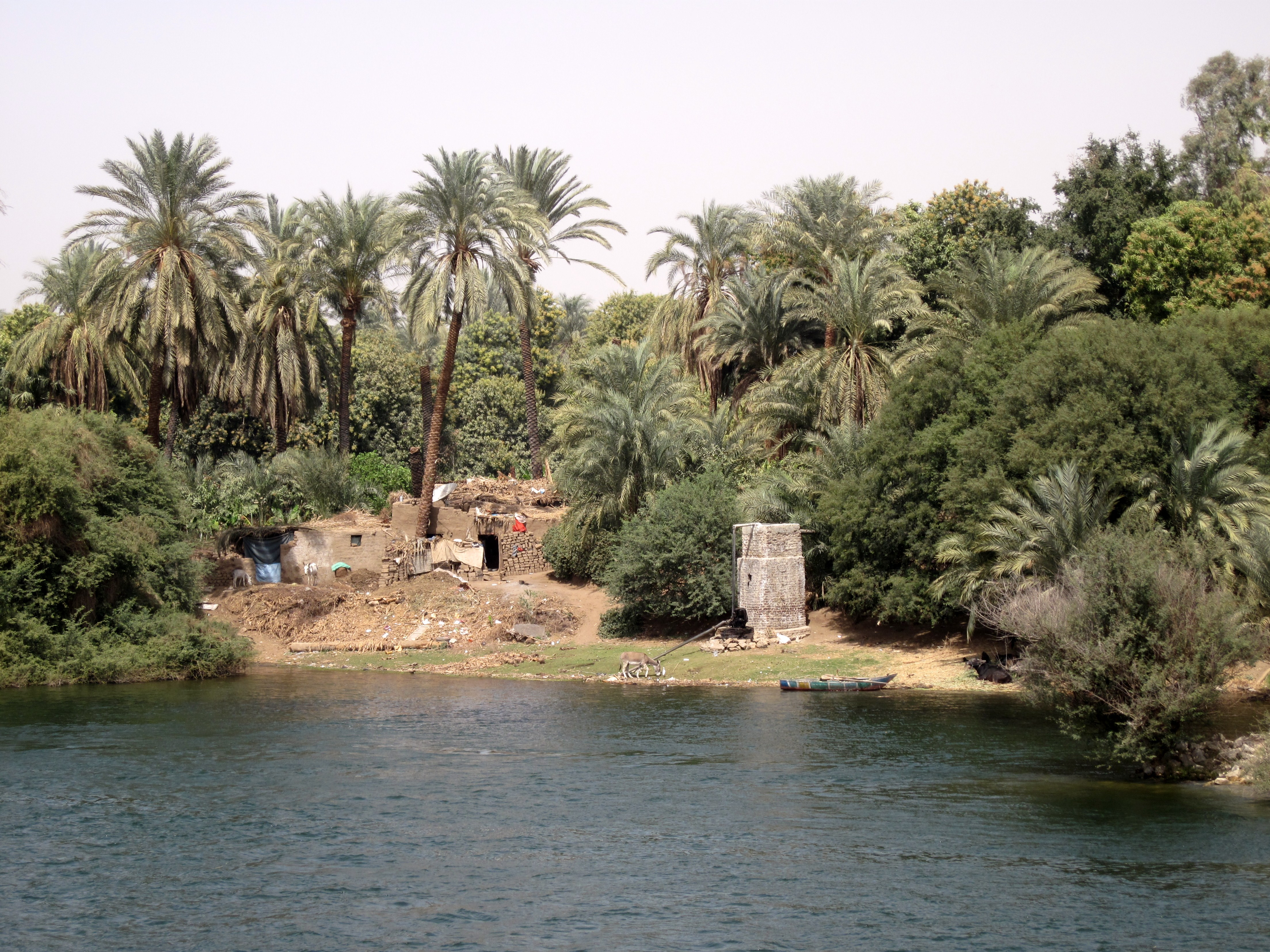
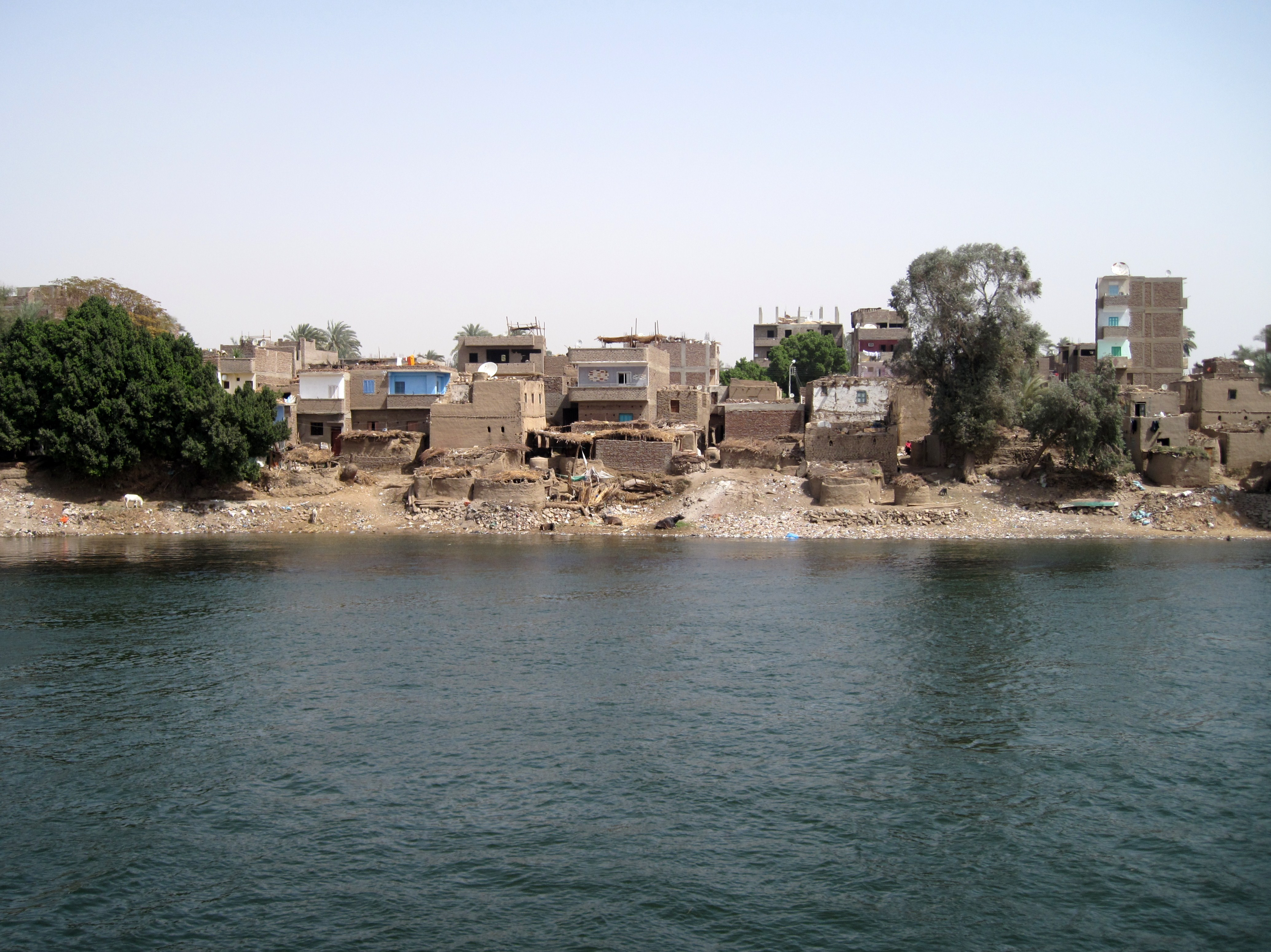
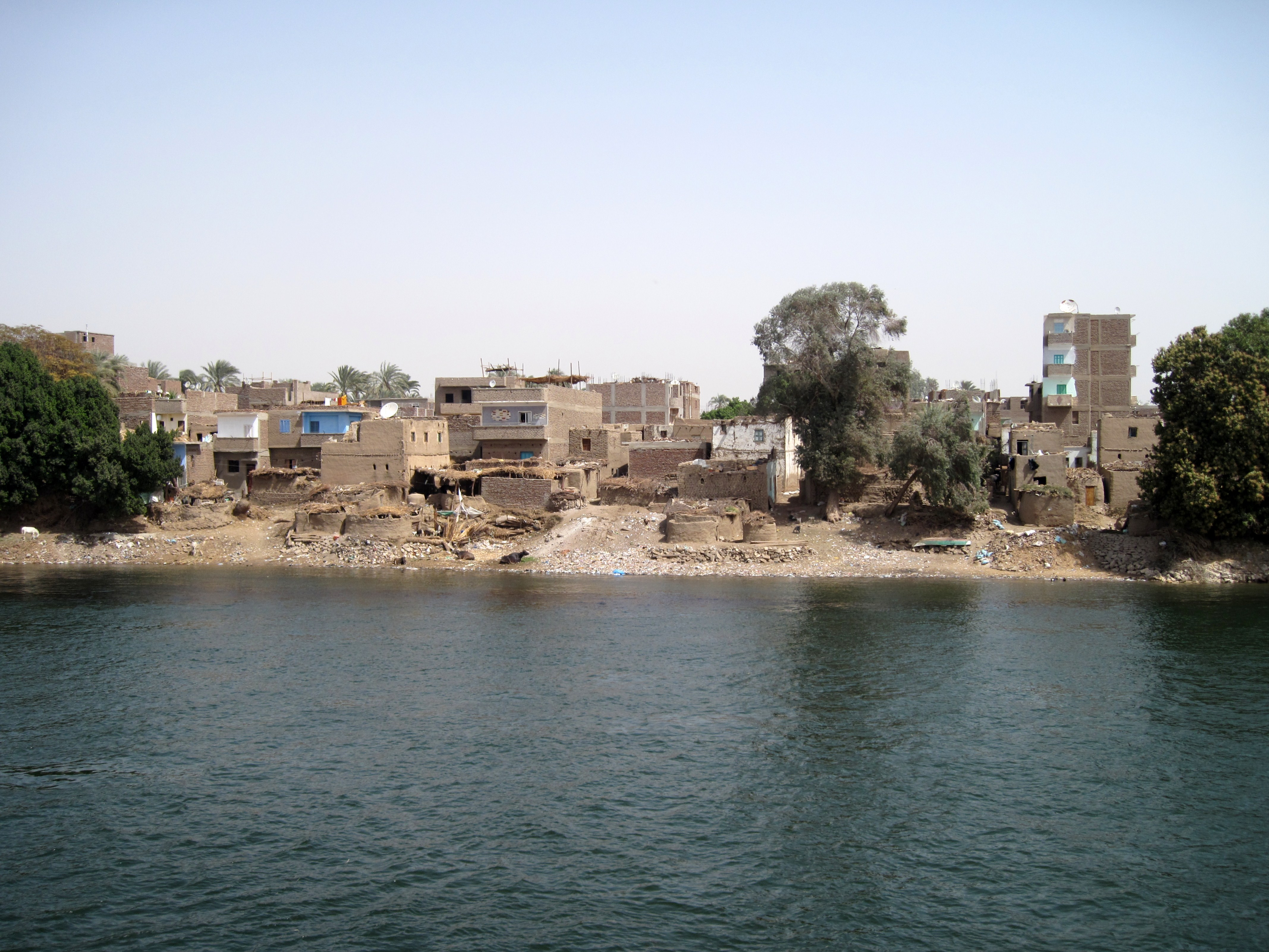
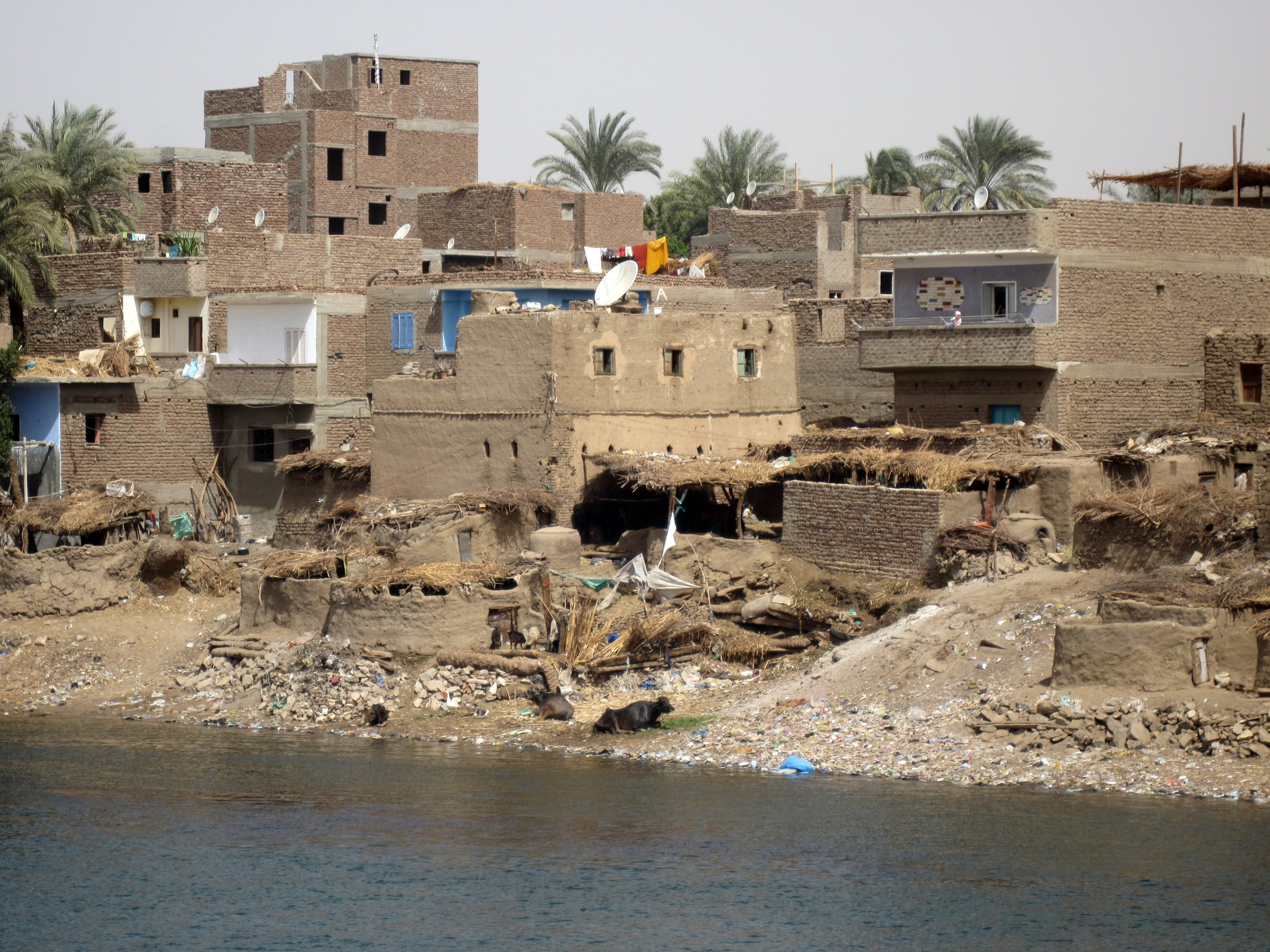
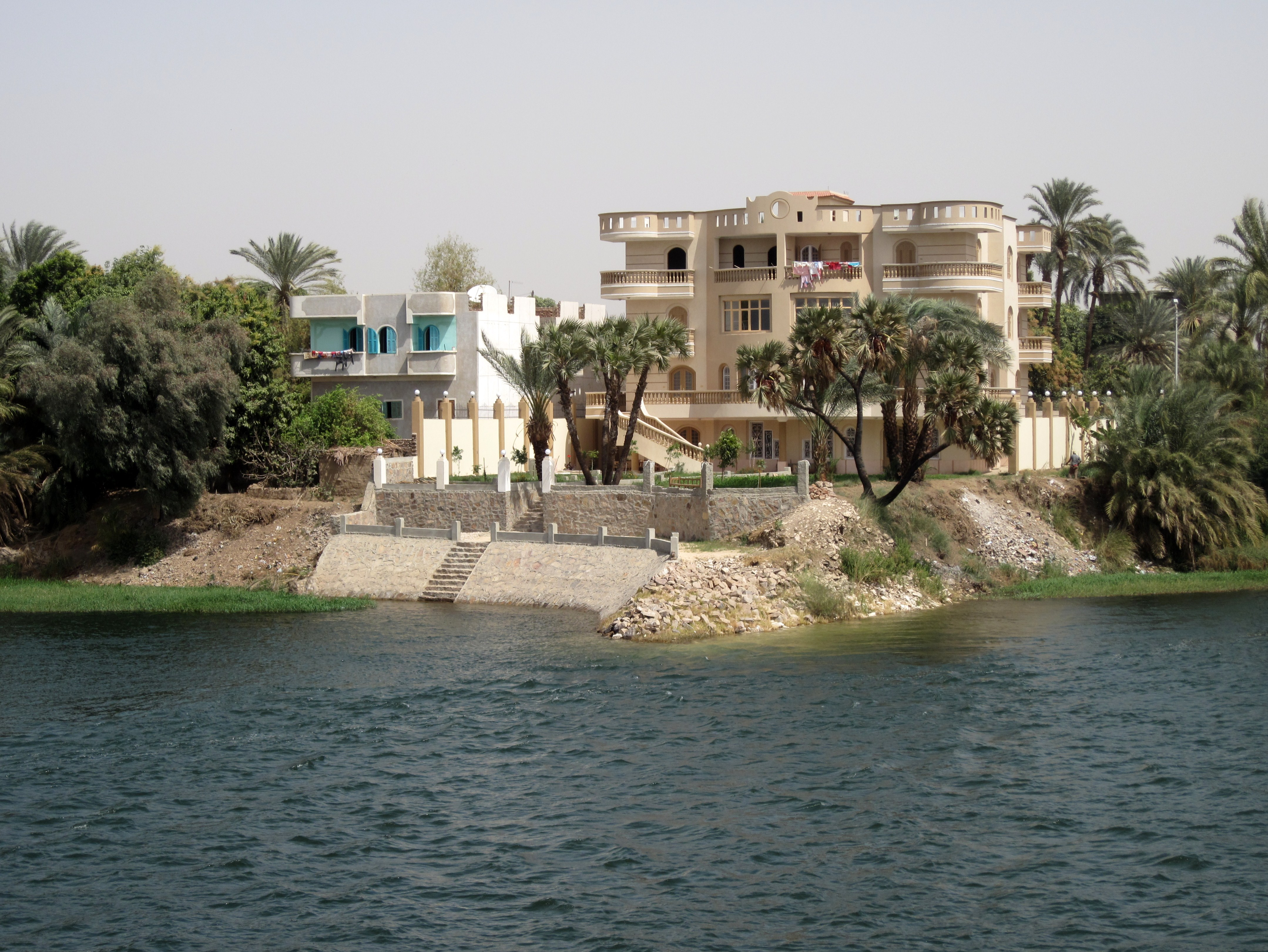